# Gravity (Westlife)
Gravity è il decimo album in studio del gruppo musicale pop irlandese Westlife, pubblicato nel 2010.

## Tracce
1. Beautiful Tonight – 4:00
2. Safe – 3:53
3. Chances – 4:46
4. I Will Reach You – 3:21
5. Closer – 4:06
6. The Reason (Hoobastank cover) – 3:54
7. Tell Me It's Love – 4:18
8. I Get Weak – 3:42
9. Before It's Too Late – 4:09
10. No One's Gonna Sleep Tonight – 3:53
11. Difference in Me – 3:29
12. Too Hard To Say Goodbye – 4:44

## Classifiche
| Classifica (2010) | Posizione raggiunta |
| ----------------- | ------------------- |
| Regno Unito       | 3                   |